# Puig Sabataire
El Puig Sabataire és una muntanya de 463 metres que es troba al municipi de Sitges, a la comarca del Garraf. Es troba a l'oest del Puig Beix.